# Terminonaris
Terminonaris is een geslacht van uitgestorven Crocodylomorpha uit de familie Pholidosauridae. Fossielen zijn gevonden in Noord-Amerika in lagen uit het Laat-Krijt. Dit is uniek, omdat de meeste leden van de Pholidosauridae uit het Laat-Jura tot Vroeg-Krijt stammen en bovendien niet voorkwamen in Noord-Amerika.

## Vondst en naamgeving
De eerste resten van dit dier werden door Barnum Brown in 1903 zo'n dertig mijl ten zuidoosten van Pryor in Montana gevonden in de Benton Shale, een formatie van mariene oorsprong. Ze bestonden uit langgerekte krokodilachtige schedels en kaken, wat wervels, en botten van ledematen. Een van deze schedels, bewaard in het American Museum of Natural History (n° 5851) werd door Henry Fairfield Osborn aangewezen als het type van de naam Teleorhinus browni, waarvan de naam en de beschrijving in 1904 door hem werden gepubliceerd. Lange tijd bleef onopgemerkt dat de naam Teleorhinus in 1890 al door Philip Reese Uhler was gebruikt voor een geslacht van blindwantsen (Miridae), en dus niet beschikbaar was voor dit nieuwe geslacht. Pas in 2001 vervingen Wu et al. de naam door het al in 1904 eveneens door Osborn gepubliceerde synoniem Terminonaris. De soort werd door Osborn in de familie Teleosauridae geplaatst als een van de latere leden van die familie. Later bleek dat hij beter tot de familie der Pholidosauridae gerekend kon worden.

## Uiterlijke kenmerken
Terminonaris had lange, dunne, maar sterke kaken die bezet waren met puntige tanden. De tanden waren vrij dik en sterk net als bij zijn verwant Sarcosuchus. De kaken waren dikker en de schedel was robuuster dan die van een gaviaal, waar hij op leek, maar niet nauw verwant mee was. Anders dan bij de gaviaal en Sarcosuchus zat er aan het einde van de snuit geen verdikking of verbreding. De poten waren iets langer dan die van de nijlkrokodil. De staart was lang en het lichaam gestroomlijnd. Terminonaris werd ongeveer zes meter lang.

## Levenswijze
Terminonaris bracht het grootste deel van zijn leven in zee door, jagend op kleine tot middelgrote vissen. De kaken van Terminonaris waren sterk genoeg om ook kleine of jonge zeereptielen als primitieve mosasauriërs en jonge plesiosauriërs of zeeschildpadden mee te verschalken. Over de manier waarop de jongen ter wereld kwamen en waar eventueel eieren werden gelegd bestaat geen zekerheid. Mogelijk legde Terminonaris eieren op het strand zoals zeeschildpadden dat nu nog doen. Het is echter ook mogelijk dat Terminonaris levendbarend was zoals andere mariene krokodilachtigen uit de familie der Metriorhynchidae en als ichthyosauriërs en mosasauriërs. Het kan bovendien zo zijn dat Terminonaris rivieren op zwom om langs de oever eieren te leggen, waarna de jongen opgroeiden in zoet of brak water.

## Fylogenie
Terminonaris wordt gerekend tot de familie der Pholidosauridae. Omdat de schedel ook wat kenmerken van gavialen en teleosauriërs vertoonde, zagen de ontdekkers hem voor een teleosauriër aan. De lange dunne kaken wijzen op fulogenetische verwantschap met Sarcosuchus en wellicht ook Pholidosaurus. Verder denkt men dat Terminonaris van alle krokodilachtigen het meest verwant is met de Dyrosauridae. Er is zelfs gesuggereerd dat Terminonaris een primitief lid van de Dyrosauridae is. De nauwste verwanten van Terminonaris waren waarschijnlijk geavanceerde leden van de Pholidosauridae als de enorme Sarcosuchus, leden van de Elosuchidae als Elosuchus en mogelijk ook Stolokrosuchus, ver ontwikkelde leden van de Goniopholididae als Eutretauranosuchus en primitieve leden van de Dyrosauridae als Chenanisuchus.

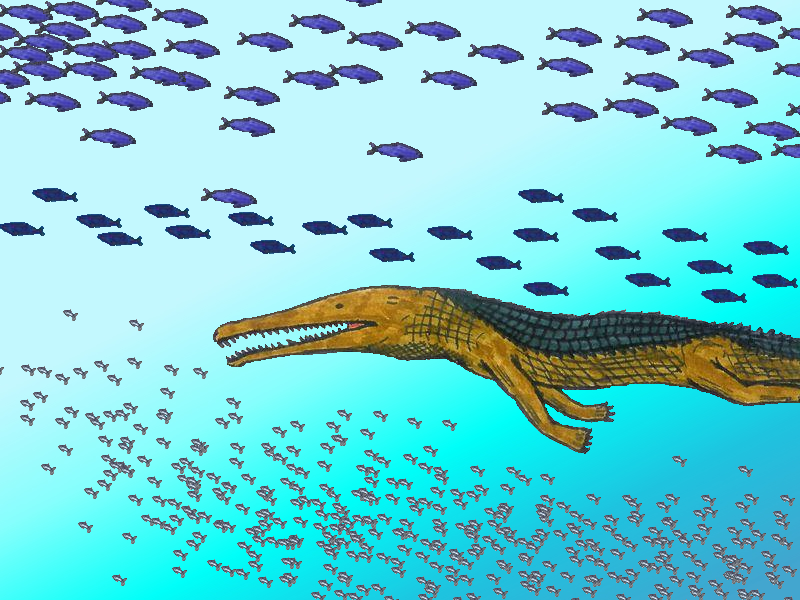
Terminonaris tussen de vissen.

## Ecologie
Terminonaris leefde samen met de pliosauriërs Brachauchenius, Plesiopleurodon en Polyptychodon, de elasmosauriërs Thalassomedon en Libonectes, de vroege polycotylide Edgarosaurus, de vroege mosasauriërs Dallasaurus en Russellosaurus, de slangachtige mariene hagedis Adriosaurus en de tanddragende zeevogels Baptornis, Hesperornis en Ichthyornis. Terminonaris was een vleeseter en joeg vermoedelijk op Baptornis, Hesperornis en Ichthyornis, Dallasaurus en Russellosaurus en Adriosaurus, vele soorten vissen en de jongen van alle in dit stukje opgenoemde geslachten. Zelf viel Terminonaris misschien ten prooi aan Brachauchenius, Plesiopleurodon en Polyptychodon. Aan het begin van het Laat-Krijt verving Terminonaris andere mariene krokodilachtigen als leden van de Teleosauridae als Steneosaurus en Machimosaurus en leden van de Metriorhynchidae als Dakosaurus en Geosaurus en leden van de Elosuchidae als Elosuchus. In het midden van het Laat-Krijt stierf Terminonaris uit en werd hij vervangen door andere mariene krokodilachtigen als vroege gaviaalachtigen als Thoracosaurus en Eothoracosaurus en leden van de Dyrosauridae als Hyposaurus.